# GNU Health
GNU Health est un progiciel libre dans le domaine de la santé dont les fonctionnalités couvrent :
- le dossier médical personnel
- le système d'information hospitalier
- l'informatique médicale.

Il est conçu pour être multi-plateforme et peut être installé sur les systèmes d'exploitation GNU/Linux, FreeBSD et Windows) et systèmes de gestion de bases de données différents (PostgreSQL). Il est écrit en Python et utilise le Cadriciel Tryton comme un de ses composants.

## Historique
Luis Falcón créa GNU Health en 2008 comme projet pour la promotion de la santé et la prévention médicale dans les régions rurales. Son premier nom était Medical. Aujourd'hui il a évolué dans un Système Informatisé de Santé et Hôpital, avec une équipe internationale de contributeurs dans de très nombreuses disciplines. GNU Health est un projet de GNU Solidario, une organisation non gouvernementale (ONG) qui travaille dans les domaines de santé et éducation avec logiciel libre.

## Usage
GNU Health est destiné à fonctionner dans les centres de santé, de prendre soin de la pratique clinique quotidienne ainsi que de la gestion des ressources des centres de santé publique.

## Fonctionnalités
GNU Health utilise une approche modulaire avec différentes fonctionnalités qui peuvent être incluses pour répondre aux besoins des centres de santé publique.
Les modules actuels sont :
| Paquet                              | Fonctionnalité |
| ----------------------------------- | --- |
| Santé                               | Modèle de données pour des objets tels que des patients, des évaluations, des centres de santé, les maladies, les rendez-vous, les vaccinations et les médicaments.                                                                                                   |
| Pédiatrie                           | Comprend des modèles pour la néonatalogie, la pédiatrie et les évaluations psychosociales (Liste des symptômes pédiatrique - CFP). |
| Graphique de Croissance Pédiatrique | Avec graphiques de centile de l'OMS (Organisation Mondiale de la Santé) et de z-scores |
| Gynécologie                         | gynécologie, obstétrique, médecine préventive, information périnatale et post-partum. |
| Style de vie                        | L'exercice physique, le régime alimentaire, les toxicomanies, l'Institut national de l'abus des drogues (NIDA) base de données de drogues récréatives, les cotes Henningfield, la sexualité, les facteurs de risque, la sécurité à domicile, la sécurité des enfants. |
| Génétique                           | Risque héréditaire. Environ 4 200 « gènes de maladie » de la NCBI / GeneCards. |
| Genetics Uniprot                    | Base de données UniProt pour les variantes naturelles et les phénotypes humaines. |
| Laboratoire                         | Gestion des demandes, création et évaluation des analyses de laboratoire. Interface avec le système de gestion de l'information de laboratoire. |
| Socio-économique                    | Éducation, occupation, conditions de vie, milieu hostile, travail et prostitution des enfants, entre autres. |
| Patient                             | hospitalisation du patient, affectation des lits, plans de soins et des soins infirmiers. |
| Chirurgie                           | Checklist pré-opératoire, procédures, salle d'opération, historique surgicale du patient. |
| Facturation                         | Lien avec l'administration financière du centre de santé. |
| Calendrier                          | Ajout des fonctionnalités pour la connexion avec un client CalDAV, gestion des rendez-vous. Gestion des calendriers des patients pour la gestion des hospitalisations et de la gestion des lits.                                                                      |
| QR Codes                            | Gestion des codes QR pour identification. |
| Histoire                            | Rapport de l'histoire médicale et des données démographiques du patient. |
| MDG6                                | Millennium Development Goal 6. Fonctionnalités pour lutter contre le paludisme, la tuberculose et le HIV/SIDA. |
| Reportage                           | Informations liés aux données démographiques, épidémiologiques et des centres de santé. |
| Soins Infirmiers                    | Fonctionnalité des soins infirmiers. Visites et traitement. |
| ICU                                 | USI. Évaluation de l'Unité de Soins Intensifs de base, histoire et gestion du patient. |
| Stock                               | Gestion du stock de la Pharmacie. Création automatique de mouvement de stock pour interventions médicales. |
| NTD                                 | Module de base pour Neglected tropical diseases. |
| NTD Chagas                          | Submodule de NTD pour contrôle du vecteur, diagnostic et gestion de Chagas disease . |
| NTD Dengue                          | Submodule de NTD pour contrôle du vecteur, diagnostic et gestion de la dengue |
| Imaging                             | Fonctionnalité de la gestion des ordres pour Imagerie Médicale. |
| ICPM                                | Classification internationale de Procédures en Médecine de l'OMS. |
| Crypto                              | Assistance pour document digest / vérification de l'intégrité de l'archive avec la Fonction de hachage cryptographique; signature digitale et GNU Privacy Guard plugin.                                                                                               |
| Archives                            | Fonctionnalité pour localiser les précédents ou le dossier médical du patient. |
| Ophtalmologie                       | Fonctionnalité de base de l'ophtalmologie et de l'optométrie. |
| Fonctionnalité et Infirmité         | Basé sur l'International Classification of Functioning, Disability and Health de l'OMS et le Laos Center of Medical Rehabilitation |
| ICD9 Vol 3                          | OMS ICD-9-CM Volume 3 Procedure codes |
| Assurance                           | Assurance et tarifs de services et gestion de produits. |
| EMS                                 | Système de gestion de Ambulances et Urgences. |

### Événements majeurs du développement
- 12 octobre 2008 : Enregistrement du projet sur SourceForge.net
- 2 novembre 2008 : Medical Version 0.0.2 est sur SourceForge.net
- 15 avril 2010 : Medical est référencé sur le portail du gouvernement brésilien Portal do Software Público Brasiliero (SPB) (Portail des logiciels publics brésiliens).
- 31 juillet 2010 : Le projet est référencé par la Communauté Européenne Observatoire et référentiel Open Source.
- 18 avril 2011 : Medical change de framework de développement de OpenERP à Tryton[3].
- 12 juin 2011 : le projet Medical est renommé en GNU Health.
- 16 août 2011 : version 1.3.0 libérée, supportant Tryton et PostgreSQL.
- 26 août 2011 : Richard Stallman déclare GNU Health dans la liste officielle Paquets GNU. À ce moment le portail de développement passe de SourceForge.net à GNU Savannah.
- 19 octobre 2011 : Libération de GNU Health version 1.4.1. Cette version est également incluse dans The Python Package Index - PyPI comme un ensemble de modules Python.
- 25 juin 2012: Création d'un server base de données publique de GNU Health dans l'Internet pour le tester à Amsterdam.
- 9 février 2013:  Version GNU Health 1.8.0 libérée. Compatible avec Tryton 2.6 et le client Android.
- 18 mars 2013: Version GNU Health 1.8.1 libérée avec le nouveau module de Unité de Soins Intensifs.
- 7 juillet 2013: Version 2.0.0 libérée, compatible avec Tryton 2.8. Nouveaux modules de Neglected tropical diseases, en commençant par la Maladie de Chagas. Nouvelle section de Demographics et Gestion de Unité Domiciliaire; nouveau programme d'installation du server; amélioration du module de chirurgie (ASA physical status classification system e Revised Cardiac Risk Index).
- 22 septembre 2013: Version 2.2.0 libérée. Nouvelles fonctionnalités, correction de bug et nouveaux modules Dengue et Imagerie Médicale. Amélioration module chirurgie, rendez-vous et évaluation du patient.
- 14 novembre 2013: Version 2.2.2 GNU Health Patchset libérée.
- 27 janvier 2014: Version 2.4.0 libérée.
- 6 juillet 2014: Version 2.6.0 libérée avec la Fonction de hachage cryptographique pour vérifier les documents; signature digitale et intégration de GPG GNU Privacy Guard Integration.
- 1er février 2015: Version 2.8.0 libérée. Ajoute compatibilité avec Tryton 3.4, agrégation des données et fonctionnalité de synchronisation pour environnements divisés, mise en œuvre de Universal Person Unique Identifier (PUID) et Universal Unique Identifier (UUID), un server HL7 FHIR, certificats de naissance et de décès et fonctionnalités crypto améliorées (GNU Privacy Guard integration).
- 11 janvier 2016: Version 3.0.0 libérée. Compatibilité avec Tryton 3.8 (web client support inclus); module pour la fonctionnalité et Infirmité inspiré à l'International Classification of Functioning de l'OMS; Infirmité et Santé; fonctionnalité de base de Ophtalmologie et Optométrie et codes procédurales de l'OMS ICD9 CM Volume 3.
- 2 juillet 2017: La série 3.2 est libérée. Les paquets GNU Health HMIS sont écrits en Python3. Histoire génétique et paquet UniProt sur les conditions liée aux protéines humaines améliorés; Emergency Management System; tarifs de services de Assurance; modules crypto améliorés en laboratoire et services; développement initial de GNU Health Federation e Thalamus[4].

## Impact Culturel
- GNU Health a été présenté à la séance de World Health Organization "ICT for Improving Information and Accountability for Women’s and Children’s Health" en WSIS Forum 2013[5].
- GNU Health a été décerné le Free Software Foundation's 2011 Award for Projects of Social Benefit[6].
- GNU Health a remporté les prix PortalProgramas 2012, 2014 and 2015 for Most Revolutionary Free Software[7] et Software with Largest Potential of Growth in 2012[7].
- GNU Health a remporté les prix  Sonderpreis de Open Source Business Award 2016[8],[9]

## Caractéristiques techniques
La compatibilité avec le standard CalDAV permet des paramétrages et des vues complexes des rendez-vous et hospitalisations.
GNU Health est par ailleurs totalement compatible avec Tryton.
Le support du dépôt PyPI est également assuré.

## GNU HealthCon
GNU Health Con est une conférence annuelle organisée par GNU Solidario. Cela permet aux développeurs, aux implémenteurs et aux membres de la communauté de se rencontrer en personne pendant trois jours. Il comprend des séances sur la médecine sociale, les discussions techniques, les cas de mise en œuvre et les ateliers.

## GNU Health Social Medicine Awards
La cérémonie de remise des prix de la médecine sociale de la GNU fait partie de GNUHealthCon, organisée par GNU Solidario. Les prix reconnaissent le rôle des individus et de l'organisation qui s'engagent à améliorer la vie des personnes défavorisées. Il existe trois catégories: Individuel, Organisation et GNU Health mise en œuvre.
GNU Health Social Medicine awards 2016 .
| An   | Individuel                | Organisation                                       | GNU Health mise en œuvre                    |
| ---- | ------------------------- | -------------------------------------------------- | ------------------------------------------- |
| 2016 | Richard Stallman          | Croix-Rouge                                        | Laos Center of Medical Rehabilitation (CMR) |
| 2017 | Lorena Enebral            | National University of Entre Ríos (en)             | Bikop Medical Center ,                      |
| 2018 | Dr José Caminero Luna     | Tor                                                | Hospital del distrito de Bafia              |
| 2019 | Aaron Swartz              | Animal Free Research UK                            | Ministerio de Salud Pública de Jamaïque     |
| 2020 | Angela Davis              | Proactiva Open Arms                                | Municipalidad de Diamante (Argentine)       |
| 2021 | Luna Reyes Segura         | Physicians Committee for Responsible Medicine (en) | Insolàfrica                                 |
| 2022 | Teresita Guadalupe Calzia | Franz Weber Foundation                             | Cirugía Solidaria                           |
| 2023 | Sébastien Jodogne         | Université Gottfried-Wilhelm-Leibniz de Hanovre    | Fundación Jérôme Lejeune Argentina          |